# Giorgio Ronconi
Giorgio Ronconi (ur. 6 sierpnia 1810 w Mediolanie, zm. 8 stycznia 1890 w Madrycie) – włoski śpiewak operowy, baryton.

## Życiorys
Był synem tenora Domenica Ronconiego (1772–1839). Lekcje śpiewu pobierał u ojca. Zadebiutował w 1831 roku w operze w Pawii rolą barona von Valdeburga w La Straniera Vincenza Belliniego. Od 1833 roku grał w operach Gaetana Donizettiego, wystąpił w prapremierowych przedstawieniach Il furioso all’isola di San Domingo (Rzym 1833), Torquato Tasso o Sordello (Rzym 1833), Il campanello di notte o Il campanello dello speziale (Neapol 1836), Pia de’ Tolomei (Wenecja 1837), Maria de Rudenz (Wenecja 1838), Maria Padilla (Mediolan 1841) i Maria di Rohan o Il conte di Chalais (Wiedeń 1843). W 1842 roku wystąpił w mediolańskiej La Scali, kreując tytułową rolę w prapremierowym przedstawieniu opery Nabucco Giuseppe Verdiego. W 1842 roku zadebiutował w Her Majesty's Theatre w Londynie, następnie w latach 1847–1866 śpiewał w Royal Opera House. Uczestniczył w londyńskiej premierze Rigoletta (1853). Od 1852 do 1859 występował w Petersburgu, następnie w latach 1866–1872 w Nowym Jorku. W 1872 roku osiadł w Grenadzie, gdzie prowadził własną szkołę śpiewu. W 1874 roku został wykładowcą konserwatorium w Madrycie.